# Giuseppe Colombo
Giuseppe Colombo (ur. 2 października 1920 w Padwie, zm. 20 lutego 1984 w Padwie), znany też jako Bepi Colombo – astronom, matematyk i inżynier włoski, profesor Uniwersytetu Padewskiego.
Do jego najbardziej znanych osiągnięć należy odkrycie rezonansu 2:3 między okresem obiegu Merkurego wokół Słońca (długością roku) a okresem jego obrotu wokół osi. Wynalazł także manewr asysty grawitacyjnej, wykorzystywany przy dalekich lotach międzyplanetarnych (do Merkurego i planet zewnętrznych). Jego obliczenia umożliwiły przeprowadzenie misji Mariner 10, pierwszej sondy badającej Merkurego. Badał także pierścienie Saturna przed epoką międzyplanetarnych misji kosmicznych i uczestniczył w przygotowaniu sondy Giotto.
Na jego cześć nazwana została przerwa Colombo w pierścieniu C Saturna oraz planetoida (10387) Bepicolombo.